# Qué pecao
«Qué pecao» es una canción de los cantantes colombianos Manuel Turizo y Kapo, lanzado a través de La Industria, Inc. el 3 de octubre de 2024 como sencillo original y el 22 de noviembre del mismo año como la pista primera de su cuarto álbum de estudio de Turizo, 201 a través de Sony Music Latin.

## Antecedentes
Manuel Turizo compuso la canción junto a Spread Lof, Joel Iglesias y Sky Rompiendo. Más tarde, quiso contactar con Kapo para componer la canción juntos.Cantaron su canción en La Revuelta con David Broncano en el canal de Televisión Española La 1, coincidiendo antes del lanzamiento de su canción.

## Video musical
El videoclip fue lanzado en el mismo día de la canción y el mismo día que cantaron en La Revuelta, fue grabado en varias locaciones de Colombia, muestra a Elena Marín, a Turizo y a Kapo en varias habitaciones, se puede ver al abrir la puerta una playa.

## Posicionamiento en las listas
| Listas                            | Mejor posición |
| --------------------------------- | -------------- |
| España (PROMUSICAE)               | 61             |
| Panamá (PRODUCE)                  | 30             |
| Honduras (Monitor Latino)         | 6              |
| España PROMUSICAE (Top 50 Radios) | 4              |